# Reginald Brooks-King
Reginald Brooks-King (Monmouth, Monmouthshire, 27 d'agost de 1861 - Honiton, Devon, 19 de setembre de 1938) va ser un arquer gal·lès que va competir a començaments del segle xx.
El 1908 va prendre part en els Jocs Olímpics de Londres, on va guanyar la medalla de plata en la prova de la ronda York del programa de tir amb arc.